# Гласгоу (Виргиния)
Гласгоу (англ. Glasgow) — город в округе Рокбридж  в штате Виргиния США. По данным переписи 2020 года, численность населения составляла 1052 человека.

## Население
| 2000 | 2010  | 2020  |
| ---- | ----- | ----- |
| 1046 | ↗1133 | ↘1052 |